# Vapnet
Vapnet é uma banda de pop-rock indie, originária da cidade de Östersund, na Suécia.

## Discografia
- Ge Dom Våld
- Thoméegränd (2006)
- Jag vet hur man väntar (2006)
- Något Dåligt Nytt Har Hänt (2007)
- Döda Fallet (2008)